# Dawny klasztor dominikanów w Bochni
Klasztor dominikanów – Klasztor, który znajdował się w Bochni, zniszczony podczas pożaru w 1751.

## Historia
Pierwszy budynek klasztorny został wzniesiony w 1375 roku a za jego fundację odpowiedzialna była królowa Elżbieta Łokietkówna, matka króla Węgier i Polski Ludwika Węgierskiego. Zbudowano go z drewna. W II połowie XIV wieku została zastąpiona murowanym budynkiem. W XVII wieku kościół i cały zespół klasztorny został przekształcony w duchu baroku. W 1622 roku dobudowano do kościoła kaplicę Matki Boskiej Różańcowej. W 1751 roku wybuchł pożar, który go zniszczył razem z klasztorem i doprowadził do likwidacji klasztoru w 1777 roku. Pozostałością po zakonnikach jest zachowany zabytkowy gmach w którym mieści się Muzeum im. prof. Stanisława Fischera.